# Franc Sivec
Franc Sivec, slovenski učitelj, član organizacije TIGR, * 21. januar 1890, Krn, Kobarid, † 9. oktober 1958, Ljubljana.

## Življenje in delo
Leta 1911 je v Gorici končal učiteljišče. Po končanem učiteljišču je poučeval v Čadrgu (1911-1915), Cerknem (1915-1916) v zaselku Perbla nad Zadlazom (1916-1921) v Kredu (1921-1925) in Lepeni (1925-1926). 1. februarja 1926 je bil premeščen v Čezsočo kjer je učil do začetka septembra 1939, ko je bil kazensko premeščen v Piombio v pokrajini Toskana.
Sivec je bil izredno napreden in narodno zaveden učitelj. V Čadrgu, Kredu in Čezsoči je kljub fašistični prepovedi delovanja slovenskih prosvetnih društev skrivaj vodil pevske zbore, dramske krožke in organiziral igranje manjših gledaliških del. Na pobudo Antona Rutarja se je leta 1927 vključil v organizacijo TIGR, v Čezsoči organiziral dve tajni celici ter vpeljal mladino v ilegalno delo. Prepovedano literaturo je prejemal od Andreja Manfrede in Mirka Mašere iz Kobarida ter Antona Rutarja iz Tolmina. Odnose s fašističnimi oblastmi si je zelo poslabšal, ker je klub pritiskom zavrnil včlanitev v ANFI (Associazione nazionale insegnanti fascisti - Državno združenje fašističnih učiteljev). Bil je deležen vedno novih pritiskov, da bi dobila dokaz za aretacijo mu je policija v stanovanje večkrat podtaknila orožje. Zaradi načelne drže je bil v začetku septembra 1930 kazensko premeščen v Toskano.
Med bivanjem v Čezsoči se je v letih 1928−1930 sestajal v Gorici z Zorkom Jelinčičem, se spomladi 1929 udeležil na Vrhovljah pri Kožbani množičnega nočnega zborovanja TIGR-a. Z Učiteljem in književnikom Cirilom Drekonjo je poleti 1928 na Kolovratu organiziral tridnevni tajni tečaj učiteljev. Franc Sivec je s svojo vzgojo in zgledom vplival, da sta bili v Soški dolini med najbolj aktivni celici TIGR-a v Čadrgu in Čezsoči. Tu so delovali Ferdo Kravanja, Ivan Ivančič, Franc Kavs, Leopold Čopi in drugi.
Ker mu je pretila aretacija je med bolniškim dopustom, katerega je preživljal v Čezsoči 30. septembra 1930 pobegnil v Jugoslavijo. Po njegovem pobegu je Ferdo Kravanja v spomin na bazoviške žrtve zažgal šolo v Čezsoči, požig pa so fašistom naklonjeni časopisi pripisali Francu Sivcu. Po prihodu v Jugoslavijo je poučeval na osnovni šoli v Zagradcu pri Ivančni Gorici (1931-1936), nato pa je bil referent za šolstvo na banovinski šolski upravi v Ljubljani, to delo je opravljal tudi po osvoboditvi do leta 1947, ko se je upokojil.